# 綜藝館臨時站
綜藝館臨時站（葡萄牙語：Paragem Provisória do Forum）位於澳門半島大堂區內的一個臨時終點站。澳巴3、8、10A、28A路線；新福利28C路線於每年大賽車期間以該站為臨時終點站。

## 沿革
因應每年11月舉行的澳門格蘭披治大賽車，賽道經外港碼頭周邊，「外港碼頭」站無法容納過多巴士停靠，只提供免費接駁的12T、31T路線使用該站，故開設本站。

## 各車道安排
| 位置                     | 路線                                                                   | 方向 |
| 近高美士街               | 31T路線                                                                | 外港碼頭 |
| 外交部駐澳特派員公署對面 | 3路線 3A路線 8路線 10路線 10B路線 23路線 28A路線 28B路線 29路線 60路線 | 關閘（關閘總站） 媽閣碼頭 工業園街 媽閣（媽閣交通樞紐） 東方拱門 旅遊塔 柯維納馬路 媽閣（媽閣廟） 城市日前地 司打口 |
| 近羅理基博士大馬路       | 1A、17S路線 12路線 28C路線 32路線                                      | 新口岸／科英布拉街 永寧廣場 騎士馬路 旅遊塔                                                                         |

## 路線資料

### 終點站路線資料
| 澳巴   | 3   | 綜藝館 | 關閘 關閘總站           | - 金蓮花廣場及大賽車博物館 - 萬龍酒店及理工大學 - 羅理基（東方拱門、治安警察局） - 殷皇子馬路及新馬路 - 十六浦 - 沙梨頭（沙梨頭圖書館、水上街市） - 提督馬路（紅街市、蓮峰游泳池） - 台山（巴波沙） |
| 澳巴   | 8   | 綜藝館 | 工業園街                | - 勵庭海景酒店 - 澳門科學館 - 皇朝（觀音像休憩區、文化中心、皇朝廣場） - 新口岸（何賢公園、治安警察局） - 水坑尾 - 塔石（高美士中葡中學） - 新橋區（社會工作局、鏡湖醫院、永樂戲院） - 渡船街及俾利喇街（義字街） - 黑沙環（澳廣視、龍園） - 蓮峰廟 - 青洲大馬路（北區警司處、嘉應花園、聖若瑟中學） - 青翠花園 |
| 澳巴   | 28A | 綜藝館 | ↺ 柯維納馬路 輕軌馬會站 | - 金蓮花廣場及大賽車博物館 - 萬龍酒店及理工大學 - 羅理基（東方拱門、治安警察局） - 亞馬喇前地（葡京酒店） - 史伯泰（麗景灣酒店） - 氹仔市區（大中華廣場、泉裕豪庭） - 氹仔舊城區（官也街、地堡街） - 澳門運動場                                                                                                 |
| 新福利 | 28C | 綜藝館 | ↺ 騎士馬路              | - 金蓮花廣場及大賽車博物館 - 萬龍酒店及理工大學 - 羅理基（東方拱門、治安警察局） - 水坑尾 - 盧廉若公園 - 高士德（培正） - 俾利喇街 - 美副將大馬路（觀音堂） - 螺絲山公園 - 馬交石斜坡（信譽名門、聖保祿、望廈） - 黑沙環（龍園） - 祐漢（勝意樓、中心街、駿菁）                                                 |
| 澳巴   | 60  | 綜藝館 | ↺ 司打口                | - 勵庭海景酒店 - 澳門科學館 - 皇朝（觀音像休憩區、文化中心、皇朝廣場、凱旋門、美高梅、永利） - 旅遊塔 - 媽閣碼頭（ 輕軌媽閣站） - 河邊新街（凱泉灣） |

### 中途站路線資料
| 新福利 | 1A  | 筷子基街        | 新口岸／科英布拉街             | - 金蓮花廣場及大賽車博物館 - 萬龍酒店及理工大學 - 宋玉生廣場 |          |
| 澳巴   | 3A  | ↺ 關閘 關閘廣場 | 媽閣碼頭                       | - 勵庭海景酒店 - 澳門科學館 - 皇朝（觀音像休憩區、文化中心、皇朝廣場、永利） - 亞馬喇前地 - 殷皇子馬路及新馬路 - 河邊新街（司打口、下環）                                               |          |
| 澳巴   | 10  | 關閘 關閘總站   | 媽閣 輕軌媽閣站 媽閣交通樞紐   | - 金蓮花廣場及大賽車博物館 - 萬龍酒店及理工大學 - 羅理基（東方拱門、治安警察局） - 約翰四世大馬路 - 殷皇子馬路及新馬路 - 河邊新街（司打口、下環）                                       |          |
| 澳巴   | 10B | 馬場大馬路      | ↺ 東方拱門                     | - 金蓮花廣場及大賽車博物館 - 萬龍酒店及理工大學 |          |
| 澳巴   | 12  | ↺ 綜藝館        | 永寧廣場                       | - 勵庭海景酒店 - 澳門科學館 - 皇朝（觀音像休憩區、文化中心、皇朝廣場、永利） - 約翰四世大馬路及水坑尾 - 盧廉若公園 - 高士德及俾利喇街 - 黑沙環（澳廣視、龍園） - 祐漢（勝意樓、中心街） |          |
| 新福利 | 17S | 關閘            | 新口岸／科英布拉街             | - 勵庭海景酒店 - 澳門科學館 - 皇朝（觀音像休憩區、文化中心、柏嘉街） |          |
| 澳巴   | 23  | 青洲 青洲總站   | ↺ 旅遊塔                       | - 金蓮花廣場及大賽車博物館 - 萬龍酒店及理工大學 - 皇朝（宋玉生廣場、柏嘉街、永利） - 亞馬喇前地 - 南灣（新八佰伴、南灣湖、立法會）                                                      |          |
| 澳巴   | 28B | 青洲 青洲總站   | ↺ 媽閣 輕軌媽閣站 媽閣交通樞紐 | - 金蓮花廣場及大賽車博物館 - 萬龍酒店及理工大學 - 羅理基（東方拱門、治安警察局） - 南灣（中華廣場、新八佰伴） - 風順堂區（風順堂街、亞婆井前地、港務局大樓）                            |          |
| 澳巴   | 29  | ↺ 青洲 青翠花園 | 城市日前地                     | - 金蓮花廣場及大賽車博物館 - 萬龍酒店及理工大學 - 羅理基（東方拱門） - 皇朝（宋玉生廣場）                                                                                               |          |
| 澳巴   | 31T | ↺ 綜藝館        | 外港碼頭                       | | 免費路線 |
| 新福利 | 32  | 筷子基          | ↺ 旅遊塔                       | - 金蓮花廣場及大賽車博物館 - 萬龍酒店及理工大學 - 羅理基（東方拱門、治安警察局） - 亞馬喇前地 - 南灣（新八佰伴、南灣湖、立法會）                                                        |          |

## 外部連結
- 新福利官方網站 （繁體中文） （页面存档备份，存于）
- 澳巴官方網站 （繁體中文） （页面存档备份，存于）